# برهم صالح
بَرهَم احمد صالح (کردی: به‌رهه‌م ئه‌حمه‌د ساڵح) (زاده ۱۲ سپتامبر ۱۹۶۰) از سیاست‌مداران کرد و هشتمین رئیس‌جمهور عراق بود. او از سال ۱۹۷۶ میلادی تا سپتامبر ۲۰۱۷ میلادی، یکی از اعضای حزب اتحاد میهنی کردستان به رهبری جلال طالبانی بود. او نخست‌وزیر پیشین کردستان عراق بود و پیشتر معاون نخست‌وزیر عراق نوری مالکی بوده‌است.
او در سال ۱۹۸۳ مدرک کارشناسی خود را در رشته مهندسی عمران و ساخت و ساز از دانشگاه کاردیف دریافت کرد. وی تحصیلات دانشگاهی خود را ادامه داد و در سال ۱۹۸۷ مدرک دکتری پی‌اچ‌دی خود را در رشته آمار و کاربردهای کامپیوتری در مهندسی از دانشگاه لیورپول دریافت کرد.
وی در سپتامبر ۲۰۱۷ میلادی، از تمامی پست‌های حزبی در اتحادیه میهنی کناره‌گرفت. او سپس به ایجاد ائتلافی به نام «ائتلاف به خاطر دموکراسی و عدالت» دست زد. او بنیانگذار دانشگاه آمریکایی در شهر سلیمانیه بود و در حال حاضر نیز ریاست هیئت امنای این دانشگاه را بر عهده دارد. برهم صالح به زبان‌های عربی و کردی و انگلیسی تسلط دارد.

## زندگی سیاسی
برهم صالح از سال ۱۹۷۶ در اتحادیه میهنی کردستان (PUK) شروع به کار کرد.
در طول سال‌ها، او نقش‌های مختلفی را در اتحادیه میهنی کردستان ایفا کرد، از جمله رهبری دفتر آن در ایالات متحده پس از آزادسازی 
کردستان عراق از حزب بعث عراق پس از جنگ خلیج فارس.
صالح، با موفقیت های علمی در مهندسی عمران و آمار، به یک چهره کلیدی در سیاست عراق تبدیل شد. او در سال ۲۰۰۴ به عنوان معاون نخست وزیر در دولت موقت عراق، وزیر برنامه ریزی در دولت انتقالی در سال ۲۰۰۵ و سپس معاون نخست وزیر در دولت منتخب عراق بود. او در این نقش ها، سبدهای اقتصادی را مدیریت کرد و کمیته اقتصادی را رهبری کرد. صالح به نمایندگی از عراق در راه اندازی پیمان بین المللی با عراق، تعهد متقابل بین عراق و جامعه جهانی برای توسعه کشور را تقویت کرد. 
کتاب "كردها، دیپلماسی، قدرت" به نویسندگی عرفان قانعی فرد در حوزه تاریخ معاصر عراق از زبان برهم صالح در پنج فصل حوادث سیاسی دهه‌های 80 و 90 میلادی عراق و حوادث پس از سقوط صدام را بازگو می كند و تاریخ کردستان عراق را از سال های ۱۹۹۲ تا ۲۰۰۵ میلادی بررسی و روایت می کند.
قابل ذکر است، او در سال ۲۰۰۹ در گزارش کلبر ظاهر شد و از ارتش ایالات متحده به خاطر نقششان در عراق و قدردانی از آرزوهای کردها برای استقلال ابراز قدردانی کرد.